# جيوفاني باشيني
جيوفاني باشيني (بالإيطالية: Giovanni Pacini)‏ (17 فبراير 1796 - 6 ديسمبر 1867) ملحن إيطالي الذي اشتهر بأوبراته. ولد باشيني في كاتانيا بصقلية وهو نجل بوفو لويجي باشيني الذي ظهر في العديد من أوبرات جيوفاني. كانت العائلة من أصل توسكاني، وتصادف أن كانت في كاتانيا عند ولادة المؤلف الموسيقي.

## روابط خارجية
- جيوفاني باشيني على موقع الموسوعة البريطانية (الإنجليزية)
- جيوفاني باشيني على موقع ميوزك برينز (الإنجليزية)
- جيوفاني باشيني على موقع أول ميوزيك (الإنجليزية)
- جيوفاني باشيني على موقع ديسكوغز (الإنجليزية)